# Lysá Stráž
Lysá Stráž (696,4 m n. m.) je zalesněný vrchol v Spišsko-šarišském medzihorí v geomorfologickém celku Podhôľno-magurská oblast. Vypíná se severně od města Velký Šariš.

## Poloha
Nachází se na jihovýchodním okraji pohoří, v geomorfologickém podcelku Stráže. Vrch leží v Prešovském kraji, v okrese Prešov a zasahuje do katastrálního území obcí Terňa a Gregorovce, nejbližšími sídly jsou Terňa na severu, Hubošovce na západě, Gregorovce na jihozápadě, Kanaš na jihu a Záhradné na východě.

## Popis
Lysá Stráž naleží mezi andezitová tělesa neogenních vulkanitů. Tato skupina vulkanitů se nachází v pásmu Lysá Stráž – Oblík a Vinné, která s táhne od Prešova po Michalovce. Vznik se datuje do období terciéru, oddělení miocén, stupeň sarmat, kdy karpatským flyšovým pásmem prostoupil andezitový sopouch a postupnou erozí byl obnažen.

## Přístup
- po  červené a později  žluté značce ze Sedla Stráže nebo z Terne.